# كونن (برنامج حواري)
كونن (بالإنجليزية: Conan) برنامج  حواري مسائي يُبثّ من الإثنين إلى الخميس في الساعة 11:00 مساءاً بالتوقيت الشرقي على قناة "TBS" في الولايات المتحدة. ويستمر لساعة واحدة، عرض لأول مرة في 8 نوفمبر، 2010، يُقدمه الكاتب والكوميدي كونان أوبراين، ويرافقه «مساعده» أندي ريكتر. يستمد كونن نكاتهُ الكوميدية من القصص الإخبارية الحديثة ويستضيف في كل حلقة عدد من الشخصيات السياسية البارزة والمشاهير.
في 17 مايو، 2017، جددت قناة "TBS" المسلسل حتى عام 2022.

## الفقرات
يتبع كونن نوع البرامج الحوارية المسائية المكون من ستة فقرات الذي إكتسب شعبيته من برامج إد سوليفان، جوني كارسون، وديفيد ليترمان، والتي استخدمها سابقاً خلال تقديمه برناج «عرض الليلة» على قناة «هيئة الإذاعة الوطنية». تستمر كل حلقة من البرنامج 60 لستون دقيقة، بما في ذلك الإعلانات التجارية،  ويتكون عادة من:
- الفقرة 1: المونولوج الافتتاحي
- الفقرة 2: فقرات كوميدية
- الفقرة 3: مقابلات المشاهير 1
- الفقرة 4: تكملة؛ المشاهير المقابلة 1
- الفقرة 5: مقابلات المشاهير 2
- الفقرة 6: موسيقي أو عرض كوميدي، ثم نهاية البرنامج

يأتي ضيوف الحلقات من خلفيات ثقافية مختلفة، وعادة مايكونوا من الممثلين، الموسيقيين، الكُتاب، الرياضيين، الشخصيات السياسية.

## الإنتاج
في 16 مايو 2010، أعلن أوبراين عن انطلاق برنامج  جديد يُسجل في استوديو 15، التابع لشركة وارنر بروس، في بربانك، كاليفورنيا.
يبدأ تسجيل كل حلقة في الساعة 4:30 مساءاً بتوقيت المحيط الهادي، الذي يتبع عادة بروفة تستمر من الساعة 1 ظهراً حتى الساعة 3 بعد الظهر.

## وصلات خارجية
- الموقع الرسمي
- كونن على موقع IMDb (الإنجليزية)
- كونن على موقع ميتاكريتيك (الإنجليزية)
- كونن على موقع الموسوعة البريطانية (الإنجليزية)
- كونن على موقع روتن توميتوز (الإنجليزية)
- كونن على موقع كينوبويسك (الروسية)
- كونن على موقع قاعدة بيانات الفيلم (الإنجليزية)